# Осипова (Ошибское сельское поселение)
Осипова — деревня в Кудымкарском районе Пермского края. Входила в состав Ошибского сельского поселения. Располагается на правом берегу реки Велвы севернее от города Кудымкара. Расстояние до районного центра составляет 21 км. По данным Всероссийской переписи населения 2010 года, в деревне проживало 43 человека (16 мужчин и 27 женщин).

## История
По данным на 1 июля 1963 года, в деревне проживало 160 человек. Населённый пункт входил в состав Ошибского сельсовета.